# Robert J. Lagomarsino
Robert John Lagomarsino (Ventura, 4 settembre 1926 – Ojai, 7 febbraio 2021) è stato un politico statunitense, membro della Camera dei Rappresentanti per lo stato della California dal 1974 al 1993.

## Biografia
Nato e cresciuto in California in una famiglia di origini italiane, dopo il college, Lagomarsino entrò in politica con il Partito Repubblicano.
Nel 1958 venne eletto all'interno del consiglio comunale di Ojai e nello stesso anno divenne sindaco, restando in carica fino al 1961; in quest'anno infatti venne eletto all'interno della legislatura statale della California, dove rimase fino al 1974, quando vinse un'elezione speciale per la Camera dei Rappresentanti.
Da allora Lagomarsino venne rieletto altre nove volte, finché nel 1992 venne sconfitto nelle primarie repubblicane da Michael Huffington e fu così costretto a lasciare il Congresso dopo diciannove anni di permanenza.